# 卡罗琳·凯罗利
卡罗琳·凯罗利（法語：Caroline Queroli，1998年6月5日—）生于巴黎，是一名法国女子击剑运动员，主攻佩剑。她童年时曾接触过游泳运动，2005年开始练习击剑，当时她看到其中一位朋友练习击剑，并受此吸引，在参加一堂训练课后，她开始喜欢上击剑运动，并在一开始选择主攻佩剑。2015年，她成为世界青年冠军，后来，她加入法國國家體育學院，并修读理疗专业。凯罗利是Racing俱乐部的队员，并在2019年加入法国海关击剑队。